# Biantes annapurnae
Biantes annapurnae is een hooiwagen uit de familie Biantidae. De wetenschappelijke naam van Biantes annapurnae gaat terug op J. Martens.